# Nekrolog 1847
Nekrolog
◄◄
| ◄
| 1843
| 1844
| 1845
| 1846
| 1847 | 1848 | 1849 | 1850 | 1851 | ► | ►►
Weitere Ereignisse | Allgemeiner Nekrolog 1847
Die Beschreibung der verstorbenen Person sollte so kurz wie möglich gehalten sein und nur deren signifikante Tätigkeit(en) enthalten.
Neue Namen ggf. auch unter dem Geburts- und Sterbedatum, also etwa unter 1. Januar und im Geburts- und Sterbejahr (2024) eintragen (nur bei entsprechender großer Wichtigkeit). Für Beispiele siehe die schon vorhandenen Artikel.
Außerdem über die fünf zuletzt Verstorbenen, zu denen es einen ausreichend guten Artikel für eine Präsentation auf der Hauptseite gibt, nach der todesbedingten Überarbeitung der Artikel ggf. auch unter Wikipedia Diskussion:Hauptseite informieren und sie am besten auch in den anderen Wikipedia-Sprachversionen eintragen. Tipp: Regelmäßig bei news.google.de nach „ist tot“, „gestorben“ oder „verstorben“ suchen.
Wenn eine Person gestorben ist, gibt es viele Seiten zu dieser Person in der Wikipedia, die davon auch betroffen sind und entsprechend aktualisiert werden müssen. Beispiele: Namenübersichtsseite, Geburtsjahr, Geburtsort-Seiten und viele mehr.
Wie finde ich die betroffenen Seiten?
Im Suchfeld auf der linken Seite gibt man den Suchbegriff so ein: „Vorname Nachname“. Dann klickt man auf Volltext und alle Seiten mit entsprechendem Suchtext werden aufgerufen. Hier sieht man dann schnell, wo auch das Todesjahr Sinn macht oder sogar ein Teil des Artikels angepasst werden muss. Auch hilft das „Werkzeug“ auf der linken Seite sehr gut, um solche Seiten aufzufinden: „Links auf diese Seite“. Somit ist die Wikipedia wieder aktuell in allen Bereichen! Hinweis: bei Eintragung der Kategorie „Gestorben JAHR“ wird der Missbrauchsfilter 49 ausgelöst, was jedoch nicht schlimm ist. Siehe: Spezial:Missbrauchsfilter/49
Dies ist eine Liste von im Jahr 1847 verstorbenen bekannten Persönlichkeiten. Die Einträge erfolgen innerhalb der einzelnen Daten alphabetisch sortiert. Tiere sind im Nekrolog für Tiere zu finden.

## Januar
| Tag        | Name                               | Beruf, bekannt als                                                         | Alter | Beleg |
| ---------- | ---------------------------------- | -------------------------------------------------------------------------- | ----- | ----- |
| 1. Januar  | Antonio Diedo                      | italienischer Architekt                                                    | 74    |       |
| 2. Januar  | Wilhelm Valckenberg                | Landtagsabgeordneter Großherzogtum Hessen                                  | 56    |       |
| 3. Januar  | Caroline Friedrich                 | Ehefrau des Malers Caspar David Friedrich                                  | 53    |       |
| 5. Januar  | Fjodor Iwanowitsch Tolstoi         | russischer Adliger aus dem Tolstoi-Geschlecht                              | 64    |       |
| 6. Januar  | Johann Wilhelm von Wiebel          | deutscher Arzt                                                             | 79    |       |
| 7. Januar  | Nikolai Michailowitsch Jasykow     | Dichter                                                                    | 43    |       |
| 7. Januar  | Maria Anna Schicklgruber           | Großmutter Adolf Hitlers                                                   | 50    |       |
| 7. Januar  | Karoline von Schlotheim            | dritte Mätresse des Landgrafen und Kurfürsten Wilhelm I. von Hessen-Kassel | 80    |       |
| 7. Januar  | Mary Shepherd                      | schottische Philosophin                                                    | 69    |       |
| 9. Januar  | Ludwig Wilhelm Gayling von Altheim | Mitglied der Ständeversammlung des Großherzogtums Frankfurt                | 88    |       |
| 9. Januar  | Johann Baptist Goldmeier           | fränkischer Gutsbesitzer und Landwirt                                      |       |       |
| 10. Januar | Matheus Müller                     | deutscher Sektfabrikant                                                    | 73    |       |
| 11. Januar | Antonín Boček                      | mährischer Historiker und Archivar                                         | 44    |       |
| 11. Januar | Caroline von Wolzogen              | deutsche Schriftstellerin                                                  | 83    |       |
| 12. Januar | Ludwig von Helmolt                 | preußischer Landrat                                                        | 77    |       |
| 12. Januar | Isaac S. Pennybacker               | US-amerikanischer Jurist und Politiker                                     | 41    |       |
| 13. Januar | Joseph Anton Johann von Österreich | Sohn Leopolds II. aus dem Hause Habsburg-Lothringen                        | 70    |       |
| 13. Januar | Samuel Simons                      | US-amerikanischer Politiker                                                |       |       |
| 14. Januar | Jacques Charles Dubois             | französischer General der Kavallerie                                       | 84    |       |
| 15. Januar | Friedrich Karl von Fulda           | deutscher Staatswissenschaftler und Nationalökonom sowie Hochschullehrer   | 72    |       |
| 15. Januar | Johann Baptist Jehle               | Schweizer Jurist und Politiker                                             | 72    |       |
| 16. Januar | William Motherby                   | Arzt und Landwirt in Ostpreußen                                            | 70    |       |
| 17. Januar | Wilhelm von Horn                   | bayerischer Generalmajor                                                   | 62    |       |
| 18. Januar | Siegmund Frank                     | deutscher Glasmaler                                                        |       |       |
| 18. Januar | Harmen Jan van der Wijck           | holländischer Freiherr und General, Landschaftsmaler in Deutschland        | 77    |       |
| 19. Januar | Charles Bent                       | US-amerikanischer Politiker                                                | 47    |       |
| 19. Januar | Hermann Gottlob von Greiffenegg    | österreichischer Offizier und Diplomat                                     | 73    |       |
| 19. Januar | Peter R. Livingston                | US-amerikanischer Politiker                                                | 80    |       |
| 19. Januar | Antoinette Murat                   | französische Prinzessin, Fürstin von Hohenzollern-Sigmaringen              | 54    |       |
| 20. Januar | Frédéric de Clarac                 | französischer Archäologe                                                   | 69    |       |
| 20. Januar | Ferdinand Jättnig                  | deutscher Kupferstecher                                                    | 57    |       |
| 21. Januar | Georg Wilhelm Bokelmann            | Kaufmann und dänischer Diplomat                                            | 67    |       |
| 21. Januar | Gustav von Möller                  | deutscher Jurist                                                           | 76    |       |
| 22. Januar | Hermann Fitting                    | deutscher Gutsbesitzer und Politiker                                       | 81    |       |
| 22. Januar | Alexander Heubel                   | deutsch-baltischer Historien- und Porträtmaler der Düsseldorfer Schule     | 33    |       |
| 22. Januar | Johann Karl von Pistorius          | württembergischer Oberamtmann                                              | 75    |       |
| 23. Januar | Karl Eduard Förstemann             | deutscher evangelischer Theologe, Bibliothekar und Reformationshistoriker  | 42    |       |
| 23. Januar | Simon Hermann Nonnen               | Bremer Senator und Bürgermeister                                           | 69    |       |
| 23. Januar | Karl Heinrich von Schwab           | württembergischer Justizminister                                           | 65    |       |
| 24. Januar | Jean-Jacques Reubell               | französischer General                                                      | 69    |       |
| 24. Januar | Caroline Zimdar                    | deutsche Schauspielerin und Sängerin                                       |       |       |
| 25. Januar | Ulrich Friedrich Hausmann          | deutscher Tiermediziner und Leiter der Veterinärschule in Hannover         | 70    |       |
| 26. Januar | Heinrich Joachim Jaeck             | deutscher Zisterzienser, Bibliothekar und Lokalhistoriker                  | 69    |       |
| 27. Januar | Benedikt Pillwein                  | österreichischer Jurist und Landeskundler                                  | 67    |       |
| 29. Januar | Nina d’Aubigny von Engelbrunner    | deutsche Sängerin, Musikpädagogin und Schriftstellerin                     | 76    |       |
| 30. Januar | Pierre Amédée Jaubert              | französischer Orientalist                                                  | 67    |       |
| 30. Januar | Virginia Eliza Clemm Poe           | amerikanische Schriftstellerin                                             | 24    |       |
| 30. Januar | Johann Remmers                     | deutscher Geiger                                                           | 42    |       |
| 31. Januar | Eduard von Gellhorn                | preußischer Rittmeister, Rittergutsbesitzer und Landrat                    | 54    |       |

## Februar
| Tag         | Name                          | Beruf, bekannt als                                                                              | Alter | Beleg |
| ----------- | ----------------------------- | ----------------------------------------------------------------------------------------------- | ----- | ----- |
| 3. Februar  | Ernst von Bernuth             | deutscher Jurist                                                                                | 67    |       |
| 3. Februar  | Marie Duplessis               | französische Kurtisane                                                                          | 23    |       |
| 3. Februar  | John Eardley-Wilmot           | britischer Parlamentsabgeordneter, Vizegouverneur von Tasmanien                                 | 63    |       |
| 3. Februar  | Johann Karl Fetzer            | Schweizer Politiker                                                                             | 78    |       |
| 3. Februar  | August Mühling                | deutscher Organist, Dirigent und Komponist                                                      | 60    |       |
| 4. Februar  | Henri Dutrochet               | französischer Botaniker                                                                         | 70    |       |
| 5. Februar  | Georg Anton Dätzel            | deutscher katholischer Priester, Jesuit, Forstwissenschaftler, Mathematiker und Hochschullehrer | 95    |       |
| 5. Februar  | Johann Georg Rist             | deutscher Schriftsteller, dänischer Diplomat und Staatsmann                                     | 71    |       |
| 6. Februar  | Friedrich von Greis           | bayerischer Offizier und Generalmajor                                                           | 67    |       |
| 7. Februar  | Stephan Behlen                | deutscher Forstwissenschaftler                                                                  | 62    |       |
| 8. Februar  | Theodor Valentin Volkmar      | deutscher Jurist und Oberbürgermeister                                                          | 65    |       |
| 9. Februar  | Hugh Caperton                 | US-amerikanischer Politiker                                                                     | 65    |       |
| 9. Februar  | Theodor Kortum                | deutscher Arzt                                                                                  | 81    |       |
| 10. Februar | Anna Boumeester               | niederländische Buchhändlerin                                                                   | 77    |       |
| 11. Februar | Philipp Bruch                 | deutscher Apotheker und Bryologe                                                                | 66    |       |
| 11. Februar | Andrew Clarke                 | Gouverneur von Western Australia                                                                |       |       |
| 11. Februar | Johann Philipp von Ladenberg  | preußischer Staatsbeamter, Ehrenbürger von Berlin                                               | 77    |       |
| 12. Februar | Johann Friedrich Bahrdt       | deutscher Schriftsteller                                                                        | 57    |       |
| 12. Februar | Hirsch Kunreuther             | jüdischer Talmud- und Thora-Gelehrter                                                           |       |       |
| 13. Februar | Johann Friedrich von Mohr     | österreichischer General der Kavallerie                                                         | 81    |       |
| 13. Februar | Friedrich August Wirth        | deutscher Politiker, Bürgermeister von Chemnitz (1830)                                          | 81    |       |
| 15. Februar | Germinal Pierre Dandelin      | belgischer Mathematiker                                                                         | 52    |       |
| 15. Februar | Petrus Heitzer                | deutscher Karmelit                                                                              | 69    |       |
| 15. Februar | Johann Wilhelm Peter Hübener  | deutscher Botaniker                                                                             | 39    |       |
| 15. Februar | José de Palafox y Melci       | spanischer Herzog und General                                                                   | 71    |       |
| 16. Februar | Benedikt Abbt                 | bayerischer katholischer Theologe und Abgeordneter                                              | 78    |       |
| 17. Februar | William Collins               | englischer Landschafts- und Genremaler                                                          | 58    |       |
| 19. Februar | José Joaquín de Olmedo        | Staats- und Regierungschef von Ecuador                                                          | 66    |       |
| 19. Februar | Rudolf Schenkel               | deutscher Kaufmann                                                                              | 77    |       |
| 20. Februar | Franz August Westphal         | deutscher Theologe                                                                              | 68    |       |
| 21. Februar | Joseph Seipelt                | österreichischer Bass-Sänger                                                                    | 59    |       |
| 23. Februar | John J. Hardin                | US-amerikanischer Politiker                                                                     | 37    |       |
| 23. Februar | Archibald Yell                | US-amerikanischer Politiker                                                                     | 49    |       |
| 25. Februar | Karl Friedrich Dieck          | deutscher Jurist                                                                                | 48    |       |
| 26. Februar | Jacob Bernhard Limburger      | deutscher Kaufmann und Sänger                                                                   | 76    |       |
| 26. Februar | August von Reiman             | preußischer Verwaltungsbeamter, Regierungspräsident (Aachen) und Staatsrat                      | 75    |       |
| 27. Februar | Franz Hermann Müschen         | deutscher Lehrer, Kantor und Pomologe                                                           | 72    |       |
| 27. Februar | Jean-Baptiste Riché           | haitianischer Politiker und General; Präsident von Haiti (1846–1847)                            |       |       |
| 28. Februar | Jakob Hermann Daub            | deutscher Theologe und Autor christlicher Erbauungsliteratur                                    | 41    |       |
| 28. Februar | George Gipps                  | Gouverneur von New South Wales (1838–1846)                                                      |       |       |
| 28. Februar | Georg Wilhelm Friedrich Heyer | hessischer Buchhändler, Verleger und Politiker                                                  | 75    |       |
| Februar     | George Hilario Barlow         | britischer Generalgouverneur von Indien                                                         |       |       |

## März
| Tag      | Name                                   | Beruf, bekannt als                                             | Alter | Beleg |
| -------- | -------------------------------------- | -------------------------------------------------------------- | ----- | ----- |
| 1. März  | Jules Paul Benjamin Delessert          | französischer Unternehmer, Bankier und Naturwissenschaftler    | 74    |       |
| 1. März  | David Petrikin                         | US-amerikanischer Politiker                                    | 58    |       |
| 1. März  | Armand de Polignac                     | französischer Adliger und bayerischer Fürst                    | 76    |       |
| 2. März  | Carl Kretschmar                        | deutscher Maler                                                |       |       |
| 2. März  | Immanuel Wohlwill                      | deutscher Pädagoge, Publizist und jüdischer Verbandsfunktionär | 47    |       |
| 2. März  | Silas Wood                             | US-amerikanischer Lehrer, Jurist und Politiker                 | 77    |       |
| 3. März  | Franz Joseph Venerand Friderich        | Schweizer Politiker, Richter und Historiker                    | 75    |       |
| 4. März  | Toussaint von Charpentier              | deutscher Geologe und Entomologe                               | 67    |       |
| 4. März  | Franz Csorich von Monte Creto          | österreich-ungarischer Feldmarschallleutnant                   | 74    |       |
| 5. März  | Mathias Aberle                         | österreichischer Mediziner                                     | 63    |       |
| 5. März  | Johann Friedrich John                  | deutscher Chemiker und Pharmakologe                            | 65    |       |
| 5. März  | Sigismund von Reitzenstein             | badischer Diplomat und Politiker                               | 81    |       |
| 5. März  | Illarion Wassiljewitsch Wassiltschikow | russischer General                                             |       |       |
| 7. März  | Johann Nepomuk Rauch                   | österreichischer Landschaftsmaler                              | 42    |       |
| 8. März  | Christoph Friedrich Heinzelmann        | deutscher Industrieller und bayerischer Landtagsabgeordneter   | 61    |       |
| 8. März  | Johann Nepomuk von Raimann             | österreichischer Mediziner                                     | 66    |       |
| 9. März  | Mary Anning                            | britische Fossiliensammlerin und frühe Paläontologin           | 47    |       |
| 10. März | Johann Baptist Dilger                  | bayerischer Zeichner und Lithograf                             | 33    |       |
| 10. März | August Heinrich Peez                   | deutscher Arzt                                                 | ~ 60  |       |
| 11. März | Johnny Appleseed                       | US-amerikanischer ökologischer Pionier                         | 72    |       |
| 11. März | Anton Passy                            | österreichischer Redemptorist und Schriftsteller               | 58    |       |
| 13. März | Jakob Kolletschka                      | österreichischer Mediziner                                     | 43    |       |
| 15. März | Carl Friedrich August Grosse           | deutscher Schriftsteller, Übersetzer und Geologe               | 78    |       |
| 15. März | George Augustus Wallis                 | schottischer Landschaftsmaler, Zeichner und Kunstagent         |       |       |
| 17. März | Grandville                             | französischer Zeichner, Buchillustrator und Karikaturist       | 43    |       |
| 17. März | Harford Jones                          | britischer Botschafter                                         | 83    |       |
| 19. März | Georg Christian Heinrich David Thöne   | deutscher hingerichteter Raubmörder                            |       |       |
| 20. März | Mademoiselle Mars                      | französische Schauspielerin                                    | 68    |       |
| 21. März | Jacoba Maria Majofski                  | niederländische Schauspielerin                                 | 40    |       |
| 23. März | Anton von Cetto                        | deutscher Verwaltungsjurist und Diplomat                       | 91    |       |
| 24. März | Antoine Drouot                         | französischer General unter Napoleon                           | 73    |       |
| 25. März | Leopold Cassella                       | deutscher Kaufmann und Farbenhändler                           | 80    |       |
| 27. März | Christian Adam Fries                   | Bankier, Fabrikant und Gemäldesammler                          | 81    |       |
| 27. März | Wilhelm von Gumppenberg                | bayerischer Offizier und Politiker                             | 51    |       |
| 27. März | François Zola                          | französischer Ingenieur italienischer Abstammung               | 50    |       |
| 28. März | Johann Thornton                        | englischer Maschinenbauer und österreichischer Industrieller   |       |       |
| 29. März | Jean-Pierre Doumerc                    | französischer General der Kavallerie                           | 79    |       |
| 29. März | Bernard Georg Kellermann               | Bischof von Münster                                            | 70    |       |
| 29. März | Micurá de Rü                           | ladinischer Sprachwissenschaftler                              | 57    |       |
| 29. März | Jules de Polignac                      | französischer Adliger und Diplomat                             | 66    |       |
| 30. März | Friedrich Jacobs                       | deutscher klassischer Philologe und Schriftsteller             | 82    |       |
| 31. März | Karl von Bauer                         | deutscher General                                              | 69    |       |
| 31. März | Johann Wilhelm Camerer                 | deutscher Theologe und Mathematikhistoriker                    | 84    |       |
| 31. März | Johann Wilhelm Sauerwein               | deutscher Dichter und Journalist                               | 43    |       |

## April
| Tag       | Name                                  | Beruf, bekannt als                                                         | Alter | Beleg |
| --------- | ------------------------------------- | -------------------------------------------------------------------------- | ----- | ----- |
| 1. April  | William Pole, 7. Baronet              | britischer Adliger                                                         | 64    |       |
| 1. April  | Karl Adolf Suckow                     | deutscher Schriftsteller und Theologe                                      | 44    |       |
| 2. April  | Frederick Darley                      | Oberbürgermeister von Dublin                                               | 84    |       |
| 2. April  | Carl Philipp Heinrich Pistor          | preußischer Beamter und Erfinder                                           | 69    |       |
| 2. April  | Heinrich Friedrich Karl Steinacker    | deutscher Jurist und politischer Schriftsteller                            | 45    |       |
| 3. April  | Antoine Roy                           | französischer Jurist und Politiker                                         | 83    |       |
| 4. April  | Diederich Heinrich Schrader           | Schwimmmeister der Kadettenanstalt in Hannover                             | 45    |       |
| 5. April  | Friedrich Koch                        | deutscher Unternehmer                                                      |       |       |
| 6. April  | Franz Mayr                            | österreichischer Industrieller                                             | 68    |       |
| 6. April  | Elisha Phelps                         | US-amerikanischer Politiker                                                | 67    |       |
| 9. April  | Jan Paweł Lelewel                     | polnischer Ingenieuroffizier, Freiheitskämpfer und Architekt               | 50    |       |
| 10. April | Peter Eberhard Müllensiefen           | deutscher Industrieller und Politiker                                      | 81    |       |
| 11. April | Johann Nepomuk Berger                 | österreichischer Gynäkologe und Hygieniker                                 | 65    |       |
| 12. April | Thomas Contee Worthington             | US-amerikanischer Politiker                                                | 64    |       |
| 12. April | Marie Zeller                          | Ehefrau des Nervenarztes und Dichters Albert Zeller                        | 40    |       |
| 13. April | Judas Thaddäus Gerl                   | österreichischer Opernsänger (Bass)                                        | 72    |       |
| 15. April | Michail Balugjanski                   | russischer Politiker                                                       | 77    |       |
| 15. April | Napoléon Achille Murat                | Offizier und ältester Sohn von Joachim Murat, dem König von Neapel         | 46    |       |
| 15. April | Stefan Witwicki                       | polnischer Dichter                                                         | 45    |       |
| 16. April | Friedrich Wilhelm Ladislaus Tarnowski | Schriftsteller und Journalist                                              | 35    |       |
| 17. April | Wenzel Carl Wolfgang Blumenbach       | österreichischer Statistiker und Geograph                                  | 56    |       |
| 18. April | Nikolaus Nalbach                      | deutscher katholischer Geistlicher                                         | 80    |       |
| 18. April | Edward Douglass White senior          | US-amerikanischer Politiker                                                | 52    |       |
| 21. April | Friedrich von Gärtner                 | deutscher Architekt                                                        | 55    |       |
| 21. April | Ignazio Signorini                     | italienischer Kapuziner, päpstlicher Hausprediger                          | 46    |       |
| 21. April | Barbara Spooner Wilberforce           | Ehefrau des britischen Abolitionisten und Abgeordneten William Wilberforce | 75    |       |
| 22. April | Karl von Jasmund                      | preußischer Major, Kammerherr und Landrat                                  | 64    |       |
| 23. April | Erik Gustaf Geijer                    | schwedischer Schriftsteller der Romantik                                   | 64    |       |
| 23. April | Paolo Polidori                        | italienischer Geistlicher, Kurienkardinal und Titularerzbischof            | 69    |       |
| 24. April | Johann Heinrich Witschel              | deutscher Pfarrer und bayerischer Abgeordneter                             | 77    |       |
| 25. April | John Campbell, 7. Duke of Argyll      | britischer Peer und Politiker                                              | 69    |       |
| 25. April | Hjalmar Kjerulf                       | norwegischer Maler der Düsseldorfer Schule                                 | 26    |       |
| 27. April | George Dromgoole                      | US-amerikanischer Politiker                                                | 49    |       |
| 27. April | Henry Wellesley, 1. Baron Cowley      | britischer Staatsmann und Diplomat                                         | 74    |       |
| 29. April | Tomás de Anchorena                    | argentinischer Politiker                                                   | 63    |       |
| 29. April | Valentin Stanič                       | slowenischer Geistlicher und Bergsteiger                                   | 73    |       |
| 29. April | Heinrich Johann Nepomuk Weber         | Schweizer Politiker                                                        | 79    |       |
| 30. April | Heinrich Gottlob Gräve                | deutscher Jurist, Historiker und Volkskundler                              | 75    |       |
| 30. April | Karl von Österreich-Teschen           | österreichischer Erzherzog und Feldherr                                    | 75    |       |

## Mai
| Tag     | Name                                  | Beruf, bekannt als                                                                 | Alter | Beleg |
| ------- | ------------------------------------- | ---------------------------------------------------------------------------------- | ----- | ----- |
| 1. Mai  | Jesse Speight                         | US-amerikanischer Politiker                                                        | 51    |       |
| 4. Mai  | Christoph Gustav Mittendorff          | deutscher Historiker                                                               | 24    |       |
| 4. Mai  | Alexandre Vinet                       | Schweizer Theologe und Literaturhistoriker                                         | 49    |       |
| 6. Mai  | Kajetan Garbiński                     | polnischer Mathematiker und Politiker                                              | 50    |       |
| 6. Mai  | Eduard von Richter                    | livländischer Landmarschall                                                        | 57    |       |
| 9. Mai  | George McClellan                      | US-amerikanischer Mediziner                                                        | 50    |       |
| 10. Mai | Elias Präger                          | deutscher Rabbiner                                                                 | 80    |       |
| 11. Mai | August von Vietinghoff                | preußischer Oberstleutnant                                                         |       |       |
| 11. Mai | Søren Seidelin Winther                | dänischer Bildhauer und Elfenbeinschnitzer                                         | 36    |       |
| 12. Mai | Jérôme Napoléon Charles Bonaparte     | Sohn von Jérôme Bonaparte, König von Westphalen, und Katharina von Württemberg     | 32    |       |
| 12. Mai | Franz Nachtegall                      | dänischer Hochschullehrer                                                          | 69    |       |
| 12. Mai | Anton Rochel                          | österreichischer Chirurg und Botaniker                                             | 76    |       |
| 13. Mai | Jacques Lisfranc                      | französischer Chirurg                                                              | 57    |       |
| 14. Mai | Fanny Hensel                          | deutsche Komponistin                                                               | 41    |       |
| 15. Mai | Daniel O’Connell                      | irischer Freiheitskämpfer                                                          | 71    |       |
| 15. Mai | Johann Georg Wenrich                  | österreichischer evangelischer Theologe und Hochschullehrer                        | 59    |       |
| 16. Mai | Caspar Ett                            | deutscher Organist und Komponist                                                   | 59    |       |
| 16. Mai | Johann Carl Jacobj                    | deutscher Kaufmann und Oberalter                                                   | 66    |       |
| 16. Mai | John Ponsonby, 4. Earl of Bessborough | britischer Politiker (Whig, Liberal Party), Mitglied des House of Commons und Peer | 65    |       |
| 16. Mai | Vicente Rocafuerte                    | ecuadorianischer Politiker                                                         | 64    |       |
| 17. Mai | Johanna Franul von Weißenthurn        | deutsche Schauspielerin und Theaterdichterin                                       | 74    |       |
| 19. Mai | Andreas Reuter                        | deutscher Orgelbauer                                                               | 48    |       |
| 19. Mai | August von Stralenheim                | Jurist, Staatsminister des Königreichs Hannover und Kurator                        | 69    |       |
| 20. Mai | Mary Ann Lamb                         | englische Schriftstellerin                                                         | 82    |       |
| 22. Mai | Ernst Emil Hoffmann                   | deutscher Unternehmer und Politiker                                                | 62    |       |
| 23. Mai | Albrecht Krafft                       | österreichischer Orientalist und Kunstschriftsteller                               | 31    |       |
| 23. Mai | Heinrich Luden                        | deutscher Historiker                                                               | 69    |       |
| 23. Mai | Friedrich Schmalz                     | deutscher Agrarwissenschaftler                                                     | 65    |       |
| 24. Mai | Ludovico Micara                       | Kardinal der römisch-katholischen Kirche                                           | 71    |       |
| 25. Mai | Ludwig Aurbacher                      | deutscher Schriftsteller                                                           | 62    |       |
| 25. Mai | Samuel Wells Morris                   | US-amerikanischer Politiker                                                        | 60    |       |
| 28. Mai | William Herbert                       | britischer Botaniker, Dichter, Geistlicher und Abgeordneter des Parlaments         | 69    |       |
| 28. Mai | Theodor Kestner                       | deutscher Mediziner                                                                | 68    |       |
| 29. Mai | Johann von Csaplovics                 | ungarischer Jurist und Schriftsteller                                              | 66    |       |
| 29. Mai | Emmanuel de Grouchy                   | Marschall von Frankreich                                                           | 80    |       |
| 29. Mai | Johannes Schaller                     | deutscher Steinhauer, Maurer, Maurermeister, Bürgermeister und Politiker           | 62    |       |
| 30. Mai | Joseph Lipp                           | bayerischer Bierbrauer, Landwirt und Abgeordneter                                  |       |       |
| 31. Mai | Nino                                  | Fürstin von Mingrelien                                                             | 75    |       |
| 31. Mai | Thomas Chalmers                       | reformierter Theologe und Begründer der Freien Kirche Schottlands                  | 67    |       |

## Juni
| Tag      | Name                                     | Beruf, bekannt als                                                                                                | Alter | Beleg |
| -------- | ---------------------------------------- | --- | ----- | ----- |
| 1. Juni  | Franz Wiest                              | österreichischer Journalist und Musikkritiker                                                                     | 33    |       |
| 2. Juni  | Robert Hanna Hammond                     | US-amerikanischer Politiker                                                                                       | 56    |       |
| 2. Juni  | Heinrich Remigius Sauerländer            | deutscher Verleger                                                                                                | 70    |       |
| 6. Juni  | Bernhard Hirzel                          | reformierter Theologe und Orientalist                                                                             | 39    |       |
| 6. Juni  | Wilhelm von zur Mühlen                   | Kaiserlich Russischer Generalmajor und Träger des Ordens Pour le Mérite                                           | 54    |       |
| 6. Juni  | Johann Wilhelm Wendt                     | deutscher Kapitän, Entdecker und Erfinder                                                                         | 44    |       |
| 7. Juni  | Adolph Göpel                             | deutscher Mathematiker                                                                                            | 34    |       |
| 7. Juni  | Šebestián Hněvkovský                     | tschechischer Dichter                                                                                             | 77    |       |
| 7. Juni  | Carl Robert von der Planitz              | deutsch-brasilianischer Lehrer, Zeichner, Genealoge und Heraldiker                                                |       |       |
| 8. Juni  | August Fuchs                             | deutscher Philologe                                                                                               | 28    |       |
| 8. Juni  | Wilhelm von Windheim                     | preußischer Generalmajor                                                                                          | 66    |       |
| 9. Juni  | Johann Christian Reinhart                | deutscher Maler, Zeichner und Radierer                                                                            | 86    |       |
| 10. Juni | Karl Franz Christian Wagner              | deutscher Philologe                                                                                               | 86    |       |
| 11. Juni | Heinrich Joseph Baermann                 | deutscher Klarinettist                                                                                            | 63    |       |
| 11. Juni | John Franklin                            | britischer Konteradmiral und Polarforscher                                                                        | 61    |       |
| 12. Juni | Pierre-Simon Ballanche                   | französischer Buchdrucker, Philosoph und Schriftsteller                                                           | 70    |       |
| 14. Juni | Jeanne Labrosse                          | französische Fallschirmspringerin                                                                                 | 72    |       |
| 14. Juni | Gerhard Heinrich Nanninga                | deutscher Maler                                                                                                   | 30    |       |
| 15. Juni | Heinrich Constantin von Herbert-Rathkeal | Feldmarschall-Lieutenant                                                                                          | 62    |       |
| 16. Juni | William Cockerill, Junior                | britischer Textilmaschinen- und Wollfabrikant                                                                     | 63    |       |
| 18. Juni | Johann Heinrich Liebeskind               | deutscher Jurist, Flötist und Autor                                                                               | 79    |       |
| 20. Juni | Gottlieb Heise                           | deutscher Orgelbauer                                                                                              | 62    |       |
| 21. Juni | Carl Gottfried Scharold                  | deutscher Historiker und Verwaltungsjurist                                                                        | 77    |       |
| 22. Juni | William Doan                             | US-amerikanischer Politiker                                                                                       | 55    |       |
| 22. Juni | Jeremias David Alexander Fiorino         | deutscher Miniaturenmaler                                                                                         | 50    |       |
| 22. Juni | Josef Jaroslav Kalina                    | tschechischer Dichter, Literatur- und Naturwissenschaftler, Philosoph, Sammler von Volksschrifttum und Übersetzer | 30    |       |
| 22. Juni | Karl Schmidlin                           | schwäbischer Dichter, Pfarrer                                                                                     | 42    |       |
| 22. Juni | Hugo Schütz von Holzhausen               | Schulgründer | 66    |       |
| 23. Juni | Charles Januarius Acton                  | italienischer Kardinal mit britischen Vorfahren                                                                   | 44    |       |
| 24. Juni | Carlo Francesco Remonda                  | französischer General                                                                                             | 85    |       |
| 25. Juni | Robert Stopford                          | britischer Admiral                                                                                                | 79    |       |
| 28. Juni | Vincenza Gerosa                          | Ordensgründerin und Heilige                                                                                       | 62    |       |
| 29. Juni | Friedrich Meisterlin                     | Finanzminister im Kurfürstentum Hessen                                                                            | 58    |       |
| 30. Juni | Karl Sieveking                           | Hamburger Diplomat und Politiker                                                                                  | 59    |       |

## Juli
| Tag      | Name                                  | Beruf, bekannt als                                                          | Alter | Beleg |
| -------- | ------------------------------------- | --------------------------------------------------------------------------- | ----- | ----- |
| 1. Juli  | Georg Friedrich Kersting              | deutscher Maler der Romantik                                                | 61    |       |
| 1. Juli  | Otto August Rühle von Lilienstern     | preußischer Generalleutnant und Militärschriftsteller                       | 67    |       |
| 2. Juli  | Peter Philipp Geier                   | deutscher Volkswirt und Hochschullehrer                                     | 54    |       |
| 3. Juli  | Johann Christian August Grohmann      | Philosoph, Psychologe und Rhetoriker                                        | 77    |       |
| 3. Juli  | Quirina Mocenni Magiotti              | italienische Adelige                                                        |       |       |
| 3. Juli  | Étienne Pariset                       | französischer Arzt                                                          | 76    |       |
| 3. Juli  | Franz Martin Seuffert                 | deutsch-österreichischer Orgel- und Klavierbauer                            |       |       |
| 5. Juli  | Johann Ludwig Thierry                 | Hamburger Kaufmann und Gutsherr der holsteinischen Güter Jersbek und Stegen | 55    |       |
| 6. Juli  | Richard Biddle                        | US-amerikanischer Politiker                                                 | 51    |       |
| 6. Juli  | Phineas White                         | US-amerikanischer Politiker                                                 | 76    |       |
| 11. Juli | Georg Lankensperger                   | deutscher Wagenbauer, Erfinder der Achsschenkellenkung                      | 68    |       |
| 12. Juli | Julie von Bechtolsheim                | deutsche Dichterin                                                          | 96    |       |
| 12. Juli | Franz Ignatz Cassian Hallaschka       | mährischer Naturforscher, Mathematiker, Physiker und Astronom               | 67    |       |
| 14. Juli | Giuseppe Gené                         | italienischer Naturwissenschaftler und Autor                                | 46    |       |
| 14. Juli | Johann Heinrich von Schachtmeyer      | preußischer Generalmajor                                                    | 64    |       |
| 16. Juli | Johann Christoph Friedrich Baumgarten | deutscher Lehrer und Schulbuchautor                                         | 73    |       |
| 16. Juli | Friedrich Burdach                     | deutscher Anatom und Physiologe                                             | 71    |       |
| 19. Juli | Johann Wilhelm Wilms                  | deutsch-niederländischer Komponist, Pianist, Organist und Flötist           |       |       |
| 20. Juli | Ernst Sigismund Mirbt                 | deutscher Philosoph                                                         | 47    |       |
| 22. Juli | Henry W. Edwards                      | US-amerikanischer Anwalt, Gouverneur und Senator von Connecticut            | 67    |       |
| 25. Juli | Johann Gottfried Rohlfs               | deutscher Orgelbauer                                                        | 88    |       |
| 26. Juli | Job Durfee                            | US-amerikanischer Jurist und Politiker                                      | 56    |       |
| 26. Juli | Wilhelm Honegger                      | Schweizer Druckereibesitzer                                                 | 66    |       |
| 27. Juli | Adam von Württemberg                  | Prinz von Württemberg, General der Kavallerie                               | 55    |       |
| 28. Juli | Ludwig Friedrich von Froriep          | deutscher Chirurg, Hochschullehrer und Verleger                             | 68    |       |
| 28. Juli | Jan Nepomucen Głowacki                | polnischer Maler                                                            |       |       |
| 28. Juli | John Walter                           | Inhaber und Herausgeber der The Times                                       | 71    |       |
| 30. Juli | Johann von Türckheim                  | badischer Beamter und Politiker                                             | 68    |       |

## August
| Tag        | Name                                 | Beruf, bekannt als                                                                             | Alter | Beleg |
| ---------- | ------------------------------------ | ---------------------------------------------------------------------------------------------- | ----- | ----- |
| 2. August  | Gerrit L. Dox                        | US-amerikanischer Jurist und Politiker                                                         | 63    |       |
| 2. August  | Ludwig Friedrich Wilhelm Duncker     | deutscher Jurist                                                                               | 43    |       |
| 4. August  | Gustav von Gülich                    | deutscher Landwirt, Nationalökonom und Unternehmer                                             | 56    |       |
| 5. August  | Edward Bradley                       | US-amerikanischer Politiker                                                                    | 39    |       |
| 5. August  | Thomas Newton junior                 | US-amerikanischer Politiker                                                                    | 78    |       |
| 6. August  | Johann Christoph Arnold              | sächsischer Verleger, Buchhändler und Kommunalpolitiker                                        | 84    |       |
| 6. August  | Henry M. Ridgely                     | US-amerikanischer Politiker                                                                    | 68    |       |
| 7. August  | Thomas Butler                        | US-amerikanischer Politiker                                                                    | 62    |       |
| 7. August  | Johann Georg Rapp                    | deutscher Pietistenführer (Radikaler Pietismus)                                                | 89    |       |
| 8. August  | Samuel Linde                         | polnischer Sprachwissenschaftler                                                               | 76    |       |
| 8. August  | Gabriel Neigre                       | französischer Divisionsgeneral der Artillerie                                                  | 73    |       |
| 8. August  | James Strong                         | US-amerikanischer Politiker                                                                    |       |       |
| 9. August  | Andrew Combe                         | schottischer Arzt                                                                              | 49    |       |
| 9. August  | Wilhelm von Schütz                   | deutscher Autor                                                                                | 71    |       |
| 12. August | Johann Adolph Jacobi                 | evangelischer Theologe                                                                         | 78    |       |
| 13. August | Karl Ernst von Ernsthausen           | deutscher Verwaltungsbeamter                                                                   | 64    |       |
| 14. August | Frans Michael Franzén                | schwedischer Dichter und Schriftsteller                                                        | 75    |       |
| 14. August | John Mattocks                        | US-amerikanischer Jurist und Politiker                                                         | 70    |       |
| 19. August | Ebenezer Stoddard                    | US-amerikanischer Politiker                                                                    | 62    |       |
| 22. August | Elisabeth Jeanne de Cerjat           | Schweizer Wohltäterin                                                                          | 78    |       |
| 22. August | Karl Hartwig Gregor von Meusebach    | deutscher Jurist, Literaturwissenschaftler und Sammler                                         | 66    |       |
| 22. August | Anton Franz Andreas Rintelen         | deutscher Rittergutsbesitzer, Amtmann und Hypothekenbewahrer                                   | 75    |       |
| 23. August | Jan Czeczot                          | polnischer Schriftsteller und Ethnograph                                                       | 51    |       |
| 24. August | Charles Théobald de Choiseul-Praslin | Pair von Frankreich                                                                            | 42    |       |
| 26. August | Levin Friedrich von Bismarck         | preußischer Regierungspräsident                                                                | 76    |       |
| 27. August | Franz Joseph Pfeiffer                | französischer Offizier, bayerischer Verwaltungsbeamter, Ritter des französischen Ludwigsordens | 74    |       |
| 27. August | Isaak Jakob Schmidt                  | deutscher Kalmückenforscher, Mongolist, Tibetologe und Buddhologe                              | 67    |       |
| 27. August | Silas Wright                         | US-amerikanischer Politiker                                                                    | 52    |       |
| 29. August | Jean Raymond Bourke                  | irisch-französischer General der Infanterie                                                    | 75    |       |
| 30. August | Joseph Gambihler                     | deutscher Lehrer und Publizist                                                                 | 46    |       |
| 30. August | Johann Paul Höpp                     | deutscher Staatsmann und Richter                                                               | 65    |       |
| 31. August | Christophine Reinwald                | Schwester von Friedrich Schiller                                                               | 89    |       |

## September
| Tag           | Name                        | Beruf, bekannt als                                                                                | Alter | Beleg |
| ------------- | --------------------------- | ------------------------------------------------------------------------------------------------- | ----- | ----- |
| 1. September  | Eugénie de Beauharnais      | Prinzessin von Leuchtenberg und durch Heirat Fürstin von Hohenzollern-Hechingen                   | 38    |       |
| 4. September  | František Vladislav Hek     | tschechischer Dichter und Publizist                                                               | 78    |       |
| 7. September  | Carl Christian Pohland      | Bürgermeister von Dresden (1814–1823)                                                             |       |       |
| 7. September  | George H. Proffit           | US-amerikanischer Politiker                                                                       | 40    |       |
| 9. September  | Joseph Helfert              | böhmischer Rechtswissenschaftler und Ethnograph                                                   | 55    |       |
| 10. September | Richard Henry Wilde         | US-amerikanischer Politiker                                                                       | 57    |       |
| 11. September | Gustav von Rochow           | preußischer Staatsminister und Innenminister                                                      | 54    |       |
| 12. September | Ioannis Kolettis            | griechischer Politiker; Premierminister Griechenlands (1834–1835, 1844–1847)                      |       |       |
| 13. September | Prosper Marilhat            | französischer Maler                                                                               | 36    |       |
| 13. September | Charles Nicolas Oudinot     | französischer Heerführer und Marschall von Frankreich                                             | 80    |       |
| 13. September | Levi Twiggs                 | US-amerikanischer Offizier                                                                        | 54    |       |
| 13. September | Felipe Santiago Xicoténcatl | mexikanischer General                                                                             | 43    |       |
| 13. September | Seckel Löb Wormser          | deutscher Rabbiner und Gelehrter                                                                  |       |       |
| 14. September | John Richmond Booth         | deutscher Pflanzenzüchter und Besitzer einer Baumschule                                           | 47    |       |
| 14. September | John Lambert                | britischer General in den Napoleonischen Kriegen und im Britisch-Amerikanischen Krieg (1812)      | 75    |       |
| 14. September | Meinrad Rahm                | Schweizer Stenograph                                                                              | 28    |       |
| 16. September | Grace Aguilar               | englische Schriftstellerin                                                                        | 31    |       |
| 18. September | Karl von Kehler             | preußischer Generalmajor, Kommandant der Festung Erfurt                                           | 77    |       |
| 18. September | József Kopácsy              | Metropolit und Erzbischof von Esztergom sowie Primas von Ungarn                                   | 72    |       |
| 18. September | Edmund Michold              | deutscher Genre- und Porträtmaler                                                                 | 28    |       |
| 22. September | Pierre Dalmond              | französischer Ordensgeistlicher und römisch-katholischer Apostolischer Präfekt von Madagaskar     | 46    |       |
| 23. September | Frédéric Soulié             | französischer Bühnenschriftsteller, Dichter, Journalist und Kritiker                              | 46    |       |
| 24. September | Franklin E. Plummer         | US-amerikanischer Politiker                                                                       |       |       |
| 25. September | Emma Albertazzi             | britische Opernsängerin                                                                           | 32    |       |
| 25. September | Johann Baptist Bach         | österreichischer Jurist                                                                           | 68    |       |
| 25. September | Jakob Lehnen                | deutscher Maler                                                                                   | 44    |       |
| 26. September | Ottilie von Herbert         | österreichische Komponistin                                                                       | 22    |       |
| 26. September | Jacob Krebs                 | US-amerikanischer Politiker                                                                       | 65    |       |
| 27. September | Samuel Birmann              | Schweizer Landschaftsmaler der Romantik                                                           | 54    |       |
| 27. September | Johann Michael Sattler      | österreichischer Maler                                                                            | 60    |       |
| 29. September | Anton Gottfried Claessen    | Weihbischof in Köln                                                                               | 59    |       |
| 30. September | Giuseppe Alberghini         | Kardinal der katholischen Kirche                                                                  | 77    |       |
| 30. September | Johann Eimann               | deutscher Mennonit und Kolonist, Mitbegründer der deutschen Ansiedlungsgeschichte in der Batschka | 83    |       |

## Oktober
| Tag         | Name                                       | Beruf, bekannt als                                                   | Alter | Beleg |
| ----------- | ------------------------------------------ | -------------------------------------------------------------------- | ----- | ----- |
| 1. Oktober  | Michael Power                              | kanadischer Geistlicher                                              | 42    |       |
| 1. Oktober  | Gustav Vorherr                             | deutscher Architekt und bayerischer Baubeamter                       | 68    |       |
| 2. Oktober  | Wasil Aprilow                              | bulgarischer Aufklärer und Schulreformer                             | 58    |       |
| 2. Oktober  | Joseph G. Kendall                          | US-amerikanischer Politiker                                          | 58    |       |
| 3. Oktober  | Charles Hatchett                           | englischer Chemiker                                                  | 82    |       |
| 5. Oktober  | Friedrich Ferdinand Leopold von Österreich | österreichischer Erzherzog                                           | 26    |       |
| 5. Oktober  | Henry Howard                               | englischer Maler                                                     | 78    |       |
| 6. Oktober  | Magnus Björnstjerna                        | schwedischer General, Diplomat und Schriftsteller                    | 67    |       |
| 7. Oktober  | Alexandre Brongniart                       | französischer Chemiker, Mineraloge, Geologe sowie Zoologe            | 77    |       |
| 7. Oktober  | Artemas Ward junior                        | US-amerikanischer Politiker                                          | 85    |       |
| 8. Oktober  | Carl Baumgärtner                           | badischer Geheimer Rat                                               | 57    |       |
| 10. Oktober | William Harper                             | US-amerikanischer Politiker                                          | 57    |       |
| 11. Oktober | Friedrich Bergsträsser                     | Landtagsabgeordneter Großherzogtum Hessen                            | 47    |       |
| 13. Oktober | Leander van Eß                             | Autor einer deutschsprachigen Bibelübersetzung                       | 75    |       |
| 15. Oktober | Daniel Munroe Forney                       | US-amerikanischer Politiker                                          | 63    |       |
| 17. Oktober | Georg Wilhelm Munke                        | deutscher Physiker                                                   | 74    |       |
| 18. Oktober | Friedrich von Gmelin                       | deutscher Rechtswissenschaftler                                      | 62    |       |
| 19. Oktober | Juan José Guzmán                           | Präsident von El Salvador                                            | 50    |       |
| 19. Oktober | Friedrich Carl Gottlob von Kleist          | preußischer Major, Ritter des Ordens Pour le Mérite                  | 76    |       |
| 21. Oktober | Ernst von Kesteloot                        | preußischer Generalmajor, Kommandeur der 14. Infanterie-Brigade      | 69    |       |
| 21. Oktober | Cölestin Weinzierl                         | deutscher Dompropst und Landtagsabgeordneter                         | 73    |       |
| 22. Oktober | Henriette Herz                             | deutsche Schriftstellerin und Gastgeberin eines literarischen Salons | 83    |       |
| 22. Oktober | Sahle Selassie                             | Meridazmatch und Negus von Schoa, Äthiopien                          |       |       |
| 24. Oktober | James MacCullagh                           | irischer Physiker und Mathematiker                                   |       |       |
| 27. Oktober | Alexandre Deschapelles                     | französischer Schachmeister                                          | 67    |       |
| 30. Oktober | Henriette Paalzow                          | deutsche Schriftstellerin                                            |       |       |
| 30. Oktober | Daniel Pfister                             | Schweizer Architekt                                                  |       |       |
| 31. Oktober | Johann Christian Andrée                    | Klavierbauer und Hofinstrumentenmacher in Berlin                     |       |       |
| 31. Oktober | Franz Anton Kiene                          | deutscher Orgelbauer                                                 | 70    |       |

## November
| Tag          | Name                               | Beruf, bekannt als                                                                              | Alter | Beleg |
| ------------ | ---------------------------------- | ----------------------------------------------------------------------------------------------- | ----- | ----- |
| 1. November  | Sigismondo Cimarosto               | venezianischer Minorit und Autor                                                                | 70    |       |
| 1. November  | Jabez W. Huntington                | US-amerikanischer Politiker                                                                     | 58    |       |
| 2. November  | Charles-Joseph Bresson             | französischer Diplomat und Politiker                                                            | 49    |       |
| 3. November  | Karl Gottlieb Richter              | deutscher Regierungsbeamter                                                                     | 70    |       |
| 4. November  | Felix Mendelssohn Bartholdy        | deutscher Komponist                                                                             | 38    |       |
| 4. November  | Thiệu Trị                          | vietnamesischer Kaiser, dritter Kaiser der Nguyễn-Dynastie (1841–1847)                          | 40    |       |
| 5. November  | Friedrich Rehm                     | deutscher Historiker und Hochschullehrer                                                        | 54    |       |
| 8. November  | Heinrich von Diest                 | preußischer Offizier, zuletzt Generalleutnant                                                   | 62    |       |
| 10. November | Friedrich Danzel                   | deutscher Arzt                                                                                  | 55    |       |
| 11. November | Johann Friedrich Dieffenbach       | deutscher Mediziner und Chirurg                                                                 | 55    |       |
| 11. November | Benjamin Swift                     | US-amerikanischer Politiker                                                                     | 66    |       |
| 12. November | Rudolf Diezinger                   | Schweizer Geometer und Kartograf                                                                | 77    |       |
| 12. November | Johann Gottfried Hoffmann          | deutscher Statistiker und Staatswissenschaftler                                                 | 82    |       |
| 12. November | John Easton Mills                  | kanadischer Politiker und Bankier                                                               | 51    |       |
| 12. November | Johann Ludwig von Schedius         | deutsch-ungarischer Philologe, Lehrer und Geograph                                              | 78    |       |
| 12. November | William Christopher Zeise          | dänischer organischer Chemiker                                                                  | 58    |       |
| 13. November | Abraham Voß                        | deutscher Pädagoge und Übersetzer von William Shakespeare                                       | 62    |       |
| 14. November | Josef Jungmann                     | tschechischer Philologe und Dichter                                                             | 74    |       |
| 17. November | Francesco Saverio Caruana          | maltesischer römisch-katholischer Geistlicher, Bischof von Malta                                | 88    |       |
| 17. November | Georg Jacob Vollweiler             | deutscher Komponist, Pianist und Musikpädagoge                                                  | 76    |       |
| 18. November | Karl Rosenthal                     | Bürgermeister von Neustadt bei Magdeburg                                                        | 72    |       |
| 18. November | Philemon Thomas                    | US-amerikanischer Politiker                                                                     | 84    |       |
| 18. November | Karoline von Woltmann              | deutsche Schriftstellerin                                                                       | 65    |       |
| 20. November | Henry Francis Lyte                 | schottischer anglikanischer Pfarrer, Theologe und Kirchenlieddichter                            | 54    |       |
| 20. November | Kasimir Gawrilowitsch Tschernowski | polnisch-russischer Revolutionär, Erfinder und einer der ersten Verfasser eines U-Boot-Projekts |       |       |
| 20. November | Wilhelm II.                        | Kurfürst von Hessen-Kassel (1821–1847)                                                          | 70    |       |
| 21. November | Albrecht Block                     | deutscher Landwirt                                                                              | 73    |       |
| 21. November | Julius Friedrich Koeler            | deutscher Ingenieur, Offizier und Architekt                                                     | 43    |       |
| 21. November | Albert Schott                      | deutscher Lehrer und Volkskundler                                                               | 38    |       |
| 21. November | Johann Nepomuk Vanotti             | deutscher katholischer Theologe, Historiker                                                     | 69    |       |
| 22. November | Placido Maria Tadini               | Kardinal und Erzbischof von Genua                                                               | 88    |       |
| 23. November | Jacobus Cornelis Broers            | niederländischer Mediziner                                                                      | 52    |       |
| 23. November | Heinrich                           | Herzog von Anhalt-Köthen                                                                        | 69    |       |
| 25. November | Timothy Childs                     | US-amerikanischer Politiker                                                                     |       |       |
| 27. November | James Ross                         | US-amerikanischer Politiker                                                                     | 85    |       |
| 27. November | Andreas Iwan von Witowski          | preußischer Oberst                                                                              | 76    |       |
| 28. November | Gotthilf Theodor von Faber         | deutsch-baltischer Schriftsteller                                                               | 81    |       |
| 29. November | Rudolf Emanuel Effinger            | Schweizer Offizier und Agronom                                                                  | 76    |       |
| 29. November | Jacob Gråberg                      | schwedischer Gelehrter und Autor                                                                | 71    |       |
| 29. November | Karl Christian Matthaei            | deutscher Arzt                                                                                  | 77    |       |
| 29. November | Marcus Whitman                     | US-amerikanischer Arzt und Missionar                                                            | 45    |       |
| 30. November | Ludwig Wilhelm Neumann             | Ehrenbürger von Berlin                                                                          | 85    |       |
| November     | Alexander Galloway                 | englischer Mechaniker und radikaler Denker                                                      |       |       |

## Dezember
| Tag          | Name                                 | Beruf, bekannt als                                                          | Alter | Beleg |
| ------------ | ------------------------------------ | --------------------------------------------------------------------------- | ----- | ----- |
| 2. Dezember  | Johann Ladislaus Pyrker              | österreichischer Dichter und Kirchenfürst                                   | 75    |       |
| 5. Dezember  | Caspar Klotz                         | deutscher Maler                                                             |       |       |
| 5. Dezember  | Franz Woltreck                       | deutscher Bildhauer                                                         | 47    |       |
| 6. Dezember  | Ernst Johann Traugott Lehmann        | deutscher Mineraloge, Bergrechtler und Autor                                | 70    |       |
| 7. Dezember  | Robert Liston                        | britischer Chirurg                                                          | 53    |       |
| 7. Dezember  | Franz von Nesselrode-Ehreshoven      | deutscher Rittergutsbesitzer und Politiker                                  | 64    |       |
| 8. Dezember  | Fedor Beelitz                        | preußischer Verwaltungsbeamter                                              | 34    |       |
| 8. Dezember  | Richard Aylett Buckner               | US-amerikanischer Politiker                                                 | 84    |       |
| 10. Dezember | Johann Christian Reinhard Luja       | deutscher Pfarrer und Heimatforscher                                        | 80    |       |
| 11. Dezember | Thomas Barker                        | englischer Maler                                                            | 80    |       |
| 11. Dezember | Moritz Graf von Strachwitz           | deutscher Balladendichter                                                   | 25    |       |
| 12. Dezember | Carl Breidenbach zu Breidenstein     | hessischer Politiker und General                                            | 58    |       |
| 12. Dezember | James Kent                           | US-amerikanischer Jurist                                                    | 84    |       |
| 12. Dezember | Charlotte von Sachsen-Hildburghausen | Prinzessin von Sachsen-Hildburghausen, Prinzessin von Württemberg           | 60    |       |
| 13. Dezember | Caroline Marx                        | Schwester von Karl Marx                                                     | 23    |       |
| 14. Dezember | Manuel José Arce y Fagoaga           | zentralamerikanischer Präsident                                             | 60    |       |
| 14. Dezember | Ernst March                          | Tonwarenfabrikant                                                           | 49    |       |
| 15. Dezember | August Schreiber                     | deutscher Kaufmann und Politiker                                            | 79    |       |
| 16. Dezember | Alexei Gawrilowitsch Wenezianow      | russischer Maler                                                            | 67    |       |
| 17. Dezember | Marie-Louise von Österreich          | Ehefrau Napoleons I.                                                        | 56    |       |
| 18. Dezember | Timothy Pitkin                       | US-amerikanischer Politiker                                                 | 81    |       |
| 20. Dezember | Roger Lawson Gamble                  | US-amerikanischer Politiker                                                 |       |       |
| 20. Dezember | Gottlob von Richthofen               | preußischer Generalmajor, Inspekteur der 1. Pionier-Inspektion              | 70    |       |
| 22. Dezember | Engelbert Schue                      | deutscher katholischer Geistlicher und Hochschullehrer                      | 75    |       |
| 23. Dezember | Siegmund Imanuel                     | deutscher Philologe und Pädagoge                                            | 57    |       |
| 23. Dezember | François Mingaud                     | französischer Karambolagespieler und Erfinder der Pomeranze (Billard-Queue) | 76    |       |
| 24. Dezember | Karl Gustav Brinckmann               | schwedischer Diplomat und deutscher Dichter                                 | 83    |       |
| 24. Dezember | John Fairfield                       | US-amerikanischer Politiker                                                 | 50    |       |
| 24. Dezember | Finnur Magnússon                     | isländischer Archivar und Philologe                                         | 66    |       |
| 24. Dezember | Ludwig Schenck zu Schweinsberg       | deutscher Gutsbesitzer                                                      | 80    |       |
| 24. Dezember | Edmund Tyrell Artis                  | britischer Paläobotaniker und Archäologe                                    |       |       |
| 26. Dezember | Guy Beckley                          | US-amerikanischer Methodisten-Pfarrer, Abolitionist und Zeitungsherausgeber |       |       |
| 26. Dezember | Dudley Ryder, 1. Earl of Harrowby    | britischer Politiker                                                        | 85    |       |
| 27. Dezember | Joseph Derska                        | deutschböhmischer Opernsänger (Tenor)                                       | 39    |       |
| 27. Dezember | Carl Ferdinand Heinrich von Ludwig   | deutscher Botaniker und Unternehmer                                         | 63    |       |
| 28. Dezember | Carl Salfeld                         | deutscher Verwaltungsjurist                                                 | 54    |       |
| 29. Dezember | William Crotch                       | englischer Komponist und Organist                                           | 72    |       |
| 30. Dezember | Heinrich Holzschuher                 | deutscher Sozialpädagoge und Kirchenlieddichter                             | 49    |       |
| 30. Dezember | Carl Rivalier von Meysenbug          | deutscher Politiker                                                         | 68    |       |
| 31. Dezember | Andrew Kennedy                       | US-amerikanischer Politiker                                                 | 37    |       |
| 31. Dezember | Adélaïde d’Orléans                   | französische Prinzessin aus dem Haus Orléans-Bourbon                        | 70    |       |

## Datum unbekannt
| Tag | Name                                  | Beruf, bekannt als                                                                            | Alter | Beleg |
| --- | ------------------------------------- | --------------------------------------------------------------------------------------------- | ----- | ----- |
|     | Modibo Adama                          | Anführer im Dschihad der Fulbe und der Gründer des Emirates Adamaua                           |       |       |
|     | Faustino Anderloni                    | italienischer Kupferstecher                                                                   |       |       |
|     | Friedrich Gustav Badewitz             | deutscher Theaterschauspieler und Direktor einer Wandertruppe                                 |       |       |
|     | Dicky Barrett                         | neuseeländischer Händler, Walfangkapitän und Übersetzer                                       |       |       |
|     | Jean Louis Boisselot                  | französischer Unternehmer und Gründer des Klavierbau-Unternehmens Boisselot & Fils, Marseille |       |       |
|     | Lazar von Brunetti                    | österreichischer Diplomat                                                                     |       |       |
|     | Johann Baptist Peter von Carl         | Bürgermeister der Stadt Augsburg                                                              |       |       |
|     | Cyrill Demian                         | Orgel- und Klavierbauer                                                                       |       |       |
|     | Jean Baptist Duhamel                  | französischer Ingenieur, Professor für Bergbau, Direktor der Berghochschule in Geislautern    |       |       |
|     | Olivia Dussek                         | englische Pianistin, Harfenistin und Komponistin                                              |       |       |
|     | Santiago Fernández y González Barriga | chilenischer Präsident                                                                        |       |       |
|     | Sergei Nikolajewitsch Glinka          | russischer Schriftsteller                                                                     |       |       |
|     | Makari Glucharew                      | Archimandrit der Russisch-Orthodoxen Kirche und Begründer von deren Altai-Mission             |       |       |
|     | Narciso Heredia Begines               | Ministerpräsident von Spanien                                                                 |       |       |
|     | Johann Daniel Jacobj                  | Lübecker Kaufmann und Kunstsammler                                                            |       |       |
|     | Johann Friedrich Klett                | deutscher Techniker und Unternehmer                                                           |       |       |
|     | Louis de La Foye                      | französischer Naturwissenschaftler                                                            |       |       |
|     | Felton Mathew                         | britischer Geodät                                                                             |       |       |
|     | Carl Wilhelm Mehliß                   | deutscher Mediziner, Chirurg sowie Anatom                                                     |       |       |
|     | Francesco Molino                      | italienischer Komponist und Gitarrist                                                         |       |       |
|     | Nikolai Petrowitsch Obolenski         | kaiserlicher russischer Offizier und Träger des Ordens Pour le mérite                         |       |       |
|     | Thomas Petuel                         | Freisinger Geschäftsmann                                                                      |       |       |
|     | Juan Manuel Rodríguez                 | Supremo Director der Provinz El Salvador                                                      |       |       |
|     | Joseph Gaspard Schumacher             | Schweizer Militär, Ritter des St. Ludwigsordens und der Ehrenlegion                           |       |       |
|     | Marianne Sessi                        | italienische Opernsängerin                                                                    |       |       |
|     | Archibald Simpson                     | schottischer Architekt                                                                        |       |       |
|     | William Smith                         | englischer Seefahrer                                                                          |       |       |
|     | John Vaughan Thompson                 | britischer Arzt, Zoologe und Botaniker                                                        |       |       |
|     | Santiago Vázquez                      | uruguayischer Politiker                                                                       |       |       |
|     | Johann Peter Wagner                   | deutscher Maler, Lithograf und Verleger                                                       |       |       |
|     | Thomas Griffiths Wainewright          | englischer Journalist, Maler, Kunstkritiker und Mörder                                        |       |       |
|     | Simon Warnberger                      | Landschaftsmaler, Radierer und Lithograph                                                     |       |       |
|     | Carl Ferdinand Weiland                | deutscher Kartograph                                                                          |       |       |